# Ilonca Leijn
Ilonca Leijn (Gouda, 15 april 1991) is een Nederlands voormalig  biatlete. Ook haar twee jongere zussen zijn biatleten. 

## Resultaten

### Europacup
| Seizoen   | Plaats       | Resultaten                                |
| --------- | ------------ | ----------------------------------------- |
| 2007/2008 | Geilo        | 32e 7,5 km sprint 31e 7,5 km sprint       |
| 2007/2008 | Torsby       | 37e 10 km achtervolging 42e 7,5 km sprint |
| 2008/2009 | Idre         | 82e 7,5 km sprint 65e 7,5 km sprint       |
| 2008/2009 | Obertilliach | DNF 15 km individueel 81e 7,5 km sprint   |
| 2009/2010 | Idre         | 112e 7,5 km sprint 89e 7,5 km sprint      |